# Joe Pasternak
Joe Pasternak (ur. 19 września 1901 w Șimleu Silvaniei, zm. 13 września 1991 w Beverly Hills) – amerykański producent filmowy pochodzenia żydowskiego.

## Filmografia (wybór)
- 1929: Der Teufelsreporter
- 1932: Die Unsichtbare Front
- 1937: Ich stu i ona jedna
- 1939: Pierwsza miłość
- 1944: Dwie dziewczyny i żeglarz
- 1947: Taniec nieukończony
- 1955: Kochaj albo odejdź
- 1960: Gdzie są chłopcy
- 1968: The Sweet Ride

## Wyróżnienia
Posiada swoją gwiazdę na Hollywoodzkiej Alei Gwiazd przy 1541 N. Vine Street.